# Eleição municipal de São Gonçalo em 2016
A eleição municipal da cidade brasileira de São Gonçalo em 2016 ocorreu em 2 de outubro para eleger um prefeito, um vice-prefeito, e 27 vereadores para a administração da cidade. Como o candidato mais votado ao Executivo recebeu menos de 50% +1 dos votos, foi realizado um segundo turno em 30 de outubro. As convenções partidárias para a escolha dos candidatos deverão ocorrer entre 20 de julho e 5 de agosto. A propaganda eleitoral gratuita começará a ser exibida em 26 de agosto e terminará em 29 de setembro.
Segundo a lei eleitoral em vigor, o sistema de dois turnos - caso o candidato mais votado recebesse menos de 50% +1 dos votos - estava disponível apenas em cidades com mais de 200 mil eleitores. Nas cidades onde houve segundo turno, a propaganda eleitoral gratuita voltou a ser exibida em 15 de outubro e terminou em 28 de outubro.
O prefeito titular era Neílton Mulim, do Partido da República, que fora eleito em segundo turno no pleito anterior com 56,78% dos votos, derrotando seu principal oponente, Adolfo Konder do Partido Democrático Trabalhista, que por sua vez deixou a então deputada estadual Graça Matos do PMDB de fora do segundo turno. Mulim estava apto para disputar a reeleição, já que a Constituição permite o cumprimento de dois mandatos consecutivos.
Pela segunda eleição consecutiva o prefeito gonçalense foi escolhido em 2º turno, que foi disputado entre o deputado estadual José Luiz Nanci do PPS e o vereador Dejorge Patrício do PRB. Nanci terminou como o mais votado do primeiro turno, com 20,46% dos votos válidos, enquanto Dejorge obteve 20,24%. Ambos tiraram da disputa o então prefeito Neílton Mulim, que tentava a reeleição e ficou em terceiro com 16,28% dos votos, e o ex-deputado federal e ex-ministro Brizola Neto (PDT), candidato apoiado pela ex-prefeita Aparecida Panisset, que ficou em quarto lugar. Com 53,63% dos votos válidos, correspondente a mais de 221 mil votos, Nanci foi eleito em segundo turno para um mandato de 4 anos a começar no dia 1º de janeiro de 2017 e indo até 1º de janeiro de 2021.

## Contexto
As eleições municipais de 2016 em todo o Brasil serão marcadas pela crise política nos partidos tradicionais, relacionada ao processo de impeachment da presidente Dilma Rousseff. No Rio de Janeiro, especificamente, o cenário será marcado pela realização dos Jogos Olímpicos (entre os dias 5 e 21 de agosto de 2016) e Paralímpicos de Verão (entre 7 e 18 de setembro), que deverão ocorrer de maneira simultânea à campanha eleitoral. Além disso, verifica-se uma acentuada crise financeira no estado, o que levou ao atraso no pagamento dos salários de servidores estaduais.
Em 17 de junho de 2016 a crise que atinge o Rio de Janeiro levou o governador em exercício, Francisco Dornelles, a decretar estado de calamidade pública, a 49 dias do início da Olimpíada no RJ. Essa é a primeira vez na história que o estado toma medida semelhante na área financeira.
Até maio de 2016 eram dez as pré-candidaturas, no entanto algumas foram desfeitas em troca de apoio. Serão nove candidatos, número recorde na cidade. A chamada esquerda politica está representada em duas candidaturas para o pleito de 2016 na cidade de São Gonçalo. São elas a de Professor Josemar (PSOL) que já se candidatou a prefeitura nos dois últimos pleitos e a de Dayse Oliveira (PSTU) que concorre pela segunda vez. Da centro-esquerda vem as candidaturas dos vereadores Marlos Costa (PSB) e Diego São Paio (REDE), do ex-secretário municipal Dilson Drumond (PSDB), do deputado estadual José Luiz Nanci (PPS) e do ex-deputado federal e ex-ministro Brizola Neto (PDT). Da centro-direita, as candidaturas do atual prefeito Nelilton Mulim (PR) e do vereador Dejorge Patrício, do PRB.

## Candidaturas

### Primeiro turno
| Candidatos à prefeito      | Candidatos à prefeito     | Candidatos à vice        | Número Eleitoral                       | Coligação                                                                  | Tempo de horário eleitoral |
| -------------------------- | ------------------------- | ------------------------ | -------------------------------------- | -------------------------------------------------------------------------- | -------------------------- |
|                            | Dr. José Luiz Nanci (PPS) | Ricardo Pericar (SD)     | 23                                     | Bora Mudar de Verdade PPS, SD e PSL                                        | 34 segundos                |
|                            | Profº Josemar (PSOL)      | Rosilene Alonso (PSOL)   | 50                                     | São Gonçalo Precisa de Uma Revolução! PSOL e PCB                           | 12 segundos                |
|                            | Brizola Neto (PDT)        | Marilene Panisset (PRP)  | 12                                     | A Força do Povo PDT, PRP, PT e PCdoB                                       | 1 minuto e 49 segundos     |
|                            | Marlos Costa (PSB)        | Ilcéa Borges (PTB)       | 40                                     | Certo Para São Gonçalo PSB, PTB, PPL, PSD e PROS                           | 1 minuto e 59 segundos     |
| Dejorge Patrício (PRB)     | Eulália Maciel (PMN)      | 10                       | Renova São Gonçalo PRB, PMN e PRTB     | 33 segundos                                                                |                            |
| Dr. Dilson Drummond (PSDB) | Daniel Inove (PSC)        | 45                       | São Gonçalo Para Todos PSDB, PSC e PTC | 1 minuto e 20 segundos                                                     |                            |
|                            | Neílton Mulim (PR)        | Graça Matos (PMDB)       | 22                                     | Juntos Para Vencer PR, PMDB, PP, PHS, PTdoB, PSDC, PEN, PMB, DEM, PV e PTN | 3 minutos e 11 segundos    |
|                            | Diego São Paio (REDE)     | Fabiana Temperini (REDE) | 18                                     | Partido Não Coligado                                                       | 10 segundos                |
|                            | Dayse Oliveira (PSTU)     | China (PSTU)             | 16                                     | Partido Não Coligado                                                       | 6 segundos                 |

### 2º Turno
Em 2 de outubro foi realizada a votação em primeiro turno. Como São Gonçalo tem mais de 200 mil eleitores, segundo a lei eleitoral em vigor é adotado o sistema de dois turnos, que é iniciado caso o candidato mais votado receber menos de 50% +1 dos votos.

## Transmissão
A veiculação da propaganda eleitoral gratuita, em bloco e inserções, na televisão, vai ao ar pela TV Record Rio de Janeiro. Pelo rádio, é transmitida pela Rádio Copacabana AM.

## Coligações proporcionais
| Coligação                             | Partidos                                           |
| ------------------------------------- | -------------------------------------------------- |
| União Socialista Trabalhista          | PSB e PTB                                          |
| Bora Mudar de Verdade São Gonçalo     | SD e PSL                                           |
| Unidos Por São Gonçalo                | PSDB, PSC e PTC                                    |
| Unidos Por São Gonçalo (PTdoB/PSDC)   | PTdoB e PSDC                                       |
| São Gonçalo Precisa de Uma Revolução! | PSOL e PCB                                         |
| PSD/PROS                              | PSD e PROS                                         |
| A Força do Povo                       | PDT, PT, PCdoB e PRP                               |
| Juntos Pra Vencer (PR/PMDB/PHS)       | PR, PMDB e PHS                                     |
| Juntos Pra Vencer (DEM/PV)            | DEM e PV                                           |
| Sem Coligação                         | PRB, PP, PSTU, PTN, PSD, PRTB, PMN, PMB, PEN e PPL |

## Debates

### Primeiro turno
| Data       | Organizador(es) | José Luiz Nanci (PPS) | Neilton Mulim (PR) | Dejorge Patrício (PRB) | Brizola Neto (PDT) | Marlos Costa (PSB) | Diego São Paio (REDE) | Dr. Dilson Drumond (PSDB) | Profº Josemar (PSOL) | Dayse Oliveira (PSTU) |
| ---------- | --------------- | --------------------- | ------------------ | ---------------------- | ------------------ | ------------------ | --------------------- | ------------------------- | -------------------- | --------------------- |
| 16/09/2016 | Jornal Extra    | Não convidado         | Presente           | Não convidado          | Presente           | Presente           | Não convidado         | Presente                  | Não convidado        | Não convidada         |
| 27/09/2016 | G1              | Não compareceu        | Presente           | Presente               | Não compareceu     | Presente           | Não convidado         | Presente                  | Não convidado        | Não convidada         |

### Segundo turno
| Data       | Organizador(es) | José Luiz Nanci (PPS) | Dejorge Patrício (PRB) |
| ---------- | --------------- | --------------------- | ---------------------- |
| 17/10/2016 | SBT Rio         | Presente              | Presente               |
| 20/10/2016 | Jornal Extra    | Presente              | Presente               |

## Pesquisas de opinião

### Prefeito
| Período da pesquisa         | Instituto       | Margem de erro | Candidato             | Candidato          | Candidato              | Candidato              | Candidato          | Candidato             | Candidato            | Candidato          | Candidato             | Brancos ou Nulos | Nenhum ou Não sabe |
| Período da pesquisa         | Instituto       | Margem de erro | José Luiz Nanci (PPS) | Neílton Mulim (PR) | Dilson Drummond (PSDB) | Dejorge Patrício (PRB) | Brizola Neto (PDT) | Diego São Paio (REDE) | Profº Josemar (PSOL) | Marlos Costa (PSB) | Dayse Oliveira (PSTU) | Brancos ou Nulos | Nenhum ou Não sabe |
| --------------------------- | --------------- | -------------- | --------------------- | ------------------ | ---------------------- | ---------------------- | ------------------ | --------------------- | -------------------- | ------------------ | --------------------- | ---------------- | ------------------ |
| 14 e 16 de agosto de 2016   | Instituto Ágora | 5%             | 19,1%                 | 16,3%              | 14,6%                  | 12,6%                  | 5,6%               | 4,6%                  | 2,4%                 | 1,5%               | 0,2%                  | 14%              | 9%                 |
| 25 de agosto de 2016        | Instituto GPP   | 5%             | 12,9%                 | 11,9%              | 6,9%                   | 10,8%                  | 6,3%               | 4,6%                  | 1,8%                 | 2,2%               | 1,0%                  | 21%              | 19,6%              |
| 15 e 16 de setembro de 2016 | IBPS            | 4%             | 12,8%                 | 11,4%              | 7,2%                   | 9,6%                   | 13,1%              | 4,8%                  | 1,7%                 | 3,5%               | 0,8%                  | 21%              | 14%                |
| 18 de setembro de 2016      | RM Mariath      | 4%             | 10%                   | 9%                 | 7,5%                   | 14%                    | 16%                | 5%                    | 0%                   | 3,5%               | 0%                    | 20%              | 16%                |
| 28 de setembro de 2016      | Instituto GPP   | 5%             | 12,2%                 | 12,8%              | 7,7%                   | 10,2%                  | 9,8%               | 3,6%                  | 1,5%                 | 2,6%               | 0,3%                  | 22,3%            | 17%                |

## Resultados

### Prefeito
| Candidato(a)              | Vice                      | 1º turno 2 de outubro de 2016 | 1º turno 2 de outubro de 2016 | 2º turno 30 de outubro de 2016 | 2º turno 30 de outubro de 2016 |
| Candidato(a)              | Vice                      | Total                         | Percentagem                   | Total                          | Percentagem                    |
| ------------------------- | ------------------------- | ----------------------------- | ----------------------------- | ------------------------------ | ------------------------------ |
| Dr. José Luiz Nanci (PPS) | Ricardo Pericar (SD)      | 82.848                        | 20,46%                        | 221.754                        | 53,63%                         |
| Dejorge Patrício (PRB)    | Profº Euália Maciel (PMN) | 81.952                        | 20,24%                        | 161.699                        | 46,37%                         |
| Neilton Mulim (PR)        | Graça Matos (PMDB)        | 65.992                        | 16,28%                        | Não participarão               | Não participarão               |
| Brizola Neto (PDT)        | Marilene Panisset (PRP)   | 49.599                        | 12,25%                        | Não participarão               | Não participarão               |
| Marlos Costa (PSB)        | Ilcéa Borges (PTB)        | 41.145                        | 10,16%                        | Não participarão               | Não participarão               |
| Diego São Paio (REDE)     | Fernanda Temperini (REDE) | 33.474                        | 8,27%                         | Não participarão               | Não participarão               |
| Dr. Dilson Drumond (PSDB) | Daniel Inove (PSC)        | 31.265                        | 7,72%                         | Não participarão               | Não participarão               |
| Profº Josemar (PSOL)      | Rosilene Alonso (PSOL)    | 16.754                        | 4,14%                         | Não participarão               | Não participarão               |
| Dayse Oliveira (PSTU)     | China Metalúrgico (PSTU)  | 2.000                         | 0,49%                         | Não participarão               | Não participarão               |
| Total de votos válidos    | Total de votos válidos    | 404.959                       | 75,36%                        |                                |                                |
| → Votos em branco         | → Votos em branco         | 41.364                        | 7,70%                         | 22.049                         | 4,32%                          |
| → Votos nulos             | → Votos nulos             | 91.021                        | 16,94%                        | 74.949                         | 14,68%                         |
| Total                     | Total                     | 537.344                       | 78,31%                        | 510.451                        | 74,39%                         |
| Abstenções                | Abstenções                | 148.863                       | 21,69%                        | 175.756                        | 25,61%                         |
| Total de inscritos        | Total de inscritos        | 686.207                       | 100%                          | 686.207                        | 100%                           |

### Câmara de Vereadores
| Nome                    | Partido | Votos | Porcentagem |
| ----------------------- | ------- | ----- | ----------- |
| Salvador Soares         | PRB     | 7.369 | 1,66%       |
| Lecinho                 | PMDB    | 6.863 | 1,55%       |
| Diney Marins            | PSB     | 6.700 | 1,51%       |
| Capitão Nelson          | PTdoB   | 5.128 | 1,16%       |
| Dr. Armando Martins     | PSDB    | 4.893 | 1,10%       |
| Gilson do Cefen         | PR      | 4.712 | 1,06%       |
| Sandro Almeida          | PSDB    | 4.620 | 1,04%       |
| Thiago da Marmoraria    | PMDB    | 4.590 | 1,03%       |
| Eduardo Gordo           | PMDB    | 4.372 | 0,98%       |
| Vinicius                | PRB     | 4.332 | 0,98%       |
| Misael da Flordelis     | PMDB    | 4.309 | 0,97%       |
| Iza                     | PMDB    | 4.227 | 0,95%       |
| Maciel                  | PMN     | 4.137 | 0,93%       |
| Alexandre Gomes         | PSB     | 3.900 | 0,88%       |
| Jalmir Junior           | PRTB    | 3.689 | 0,83%       |
| Cacau                   | PRTB    | 3.621 | 0,82%       |
| Getúlio Brito           | PTN     | 3.431 | 0,77%       |
| Natan                   | PSB     | 3.325 | 0,75%       |
| Fael                    | DEM     | 3.245 | 0,73%       |
| Paulo Cesar Eu Acredito | PTN     | 2.675 | 0,60%       |
| Eli da Rosabela         | PPS     | 2.422 | 0,55%       |
| José Carlos Vicente     | PSL     | 2.360 | 0,53%       |
| Lucas Muniz             | PMN     | 2.345 | 0,53%       |
| Dr. Ricardo Peon        | PPS     | 2.308 | 0,52%       |
| Samuca                  | PMB     | 2.049 | 0,46%       |
| Professor Paulo         | PCdoB   | 2.021 | 0,46%       |
| Bruno Porto             | PPS     | 1.909 | 0,43%       |